# Jordania en los Juegos Olímpicos de Moscú 1980
Jordania estuvo representada en los Juegos Olímpicos de Moscú 1980 por cuatro deportistas masculinos que compitieron en tiro.
El equipo olímpico jordano no obtuvo ninguna medalla en estos Juegos.